# Doughnut (baseball)

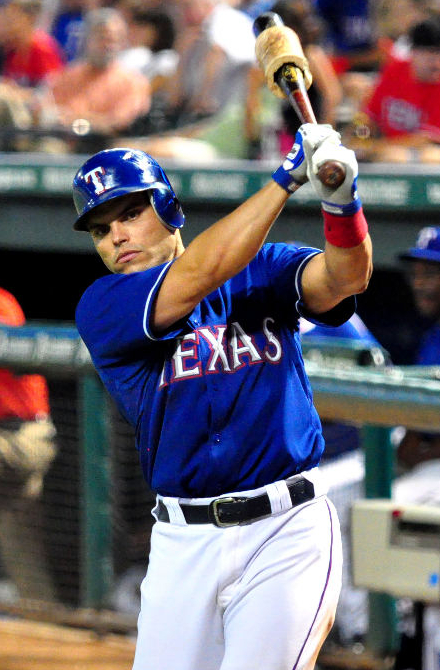
Iván Rodríguez in riscaldamento nel settembre 2009. Sulla mazza si può notare la doughnut.

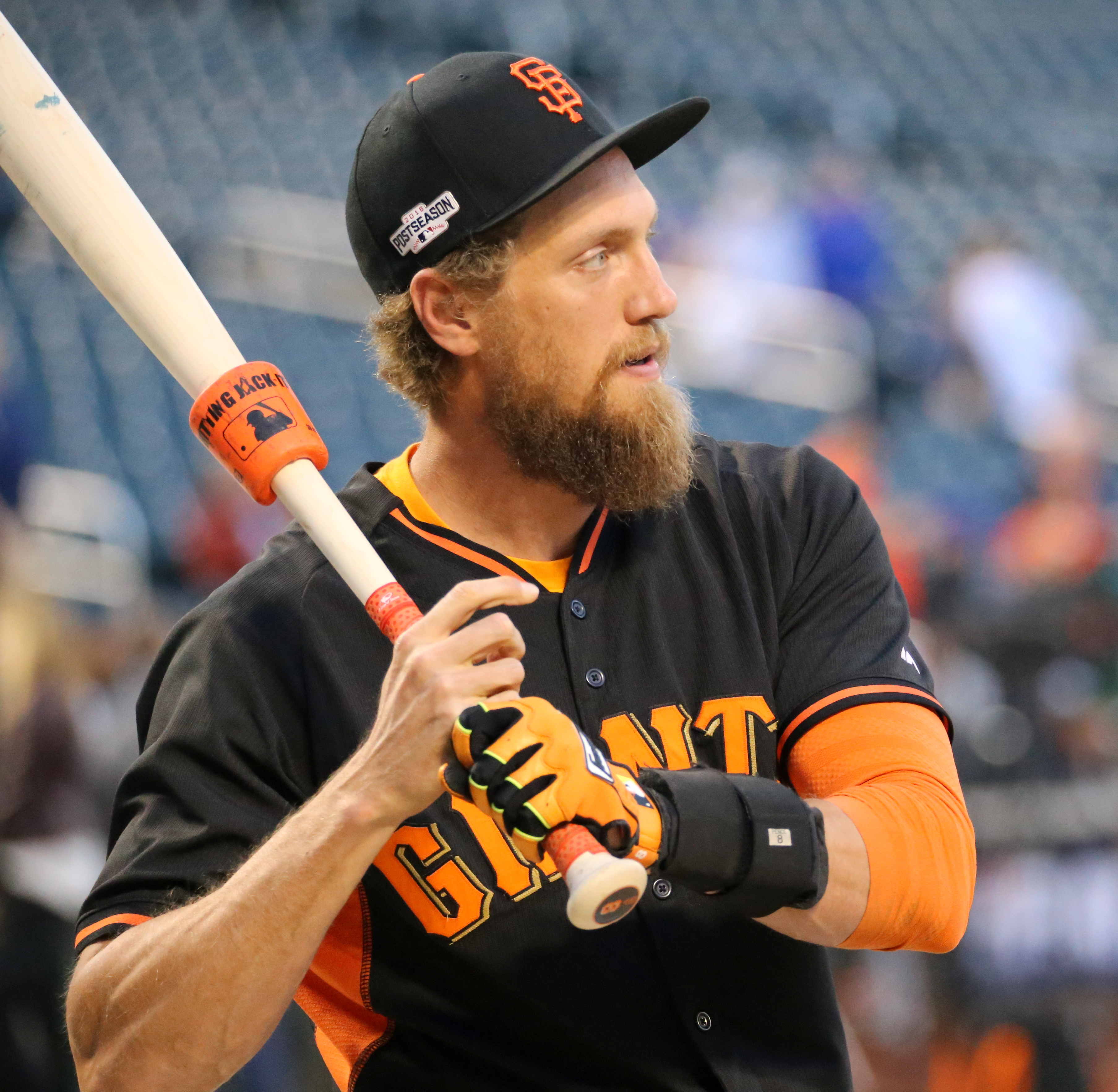
Hunter Pence con un peso "Hitting Jack-It", un doughnut che permette ai giocatori di allenarsi in battuta usando un peso

Nel baseball, il doughnut è un anello pesante che viene infilato su una mazza da baseball ed è usato per il riscaldamento durante una partita. Viene utilizzato per incrementare la velocità dello swing. I doughnuts hanno un peso che va dalle 4 oz (113,40 g) a 28 oz (793,79 g) Una ricerca scientifica ha teorizzato che il peso aggiunto alla mazza potrebbe rafforzare i muscoli degli avambracci e dei polsi.
Il doughnut venne creato dall'ex ricevitore dei New York Yankees Elston Howard che, nel 1955, fu il primo giocatore afroamericano nel roster degli Yankees. La prima squadra a investire nel prodotto di Howard furono i St. Louis Cardinals; l'adozione del doughnut sovrastò l'usanza di allenarsi effettuando degli swing tenendo in mano più mazze. Il peso venne in seguito ribattezzato "doughnut" o "iron doughnut".
Durante il riscaldamento, il giocatore nel cerchio di attesa prova diversi swing con il doughnut sulla mazza; diversi doughnuts hanno diverso peso. Il doughnut viene tolto dalla mazza prima di spostarsi nel box del battitore.
Nel 2011 il Wall Street Journal riportò uno studio effettuato dalla Università delle Hawaii che dimostrava come l'uso del doughnut diminuiva la velocità del battitore dopo il riscaldamento. I ricercatori affermano che l'uso di un doughnut può cambiare i muscoli richiesti e quindi creare delle meccaniche di battuta inefficienti. Uno studio condotto dalla California State University, di Fullerton ha scoperto che i giocatori dilettanti che si riscaldano con un doughnut leggero producono una velocità di uscita della palla maggiore rispetto a quelli che si riscaldano con un doughnut pesante. La maggior parte delle ricerche ha scoperto che il doughnut ha un effetto psicologico positivo, ma un effetto fisico negativo. L'"illusione cinestestica" creata dal doughtnut fa credere ai giocatori di star battendo con il doughnut sulla mazza e, quindi, gli swing risultano più lenti.
Anche il tempo che passa tra il riscaldamento e lo swing ad un lancio sembra avere degli effetti. Dei ricercatori giapponesi hanno scoperto che dopo il riscaldamento con un doughnut pesante, il primo swing era il più lento. Questo potrebbe influenzare il giocatore nel decidere su quale lancio effettuare lo swing durante il turno in battuta. Nonostante i doughnut siano ampiamente utilizzati dai giocatori della Major League Baseball, così come da quelli collegiali, le ricerche sugli effetti benefici o deleteri sul breve periodo sono inconclusive; tuttavia, l'uso del doughnut aumenta la forza dei muscoli sopra la vita, aumentando la velocità dello swing.
Per ragioni di sicurezza, alcune leghe hanno proibito l'uso dei doughnut. Nel 2012 la Little League corresse le regole della Senior League per proibire l'uso dei "doughnut tradizionali".